# 山祐嗣
山 祐嗣（やま ひろし、1959年4月12日 - ）は、心理学者、大阪市立大学教授。
石川県生まれ。1982年京都大学文学部卒業、85年同大学院教育学研究科博士後期課程学修認定退学、92年「三名辞系列問題の解決過程に関する研究」で博士（教育学）。大阪府立看護短期大学講師、神戸女学院大学人間科学部専任講師、助教授、教授、2011年大阪市立大学文学研究院教授。妻も心理学者の山愛美。

## 著書
- 『演繹推理の認知モデル』ナカニシヤ出版 1994
- 『思考・進化・文化 日本人の思考力』ナカニシヤ出版 2003
- 『メンタリティの構造改革 健全な競争社会に向けて』北大路書房 2003
- 『日本人は論理的に考えることが本当に苦手なのか』新曜社 2015

### 共編著
- 『行動と深層の心理学』山愛美共著 学術図書出版社 1994
- 『基礎から学ぶ心理学・臨床心理学』山口素子,小林知博共編著 北大路書房 2009

### 翻訳
- Jonathan.St.B.T.Evans, David E.Over『合理性と推理 人間は合理的な思考が可能か』ナカニシヤ出版 2000
- K・マンクテロウ『思考と推論 理性・判断・意思決定の心理学』服部雅史共監訳 北大路書房 2015

## 論文
- <山祐嗣